# Flogned och Skarbol
Flogned och Skarbol är en av SCB avgränsad och namnsatt småort i Eda kommun, Värmlands län. Den omfattar bebyggelse i byarna Västra och Östra Flogered samt Skarbol belägna i Köla socken vid länsväg 177 norr om sjön Ränken.

## Befolkningsutveckling
| Befolkningsutvecklingen i Flogned och Skarbol 1995–2015 | Befolkningsutvecklingen i Flogned och Skarbol 1995–2015 | Befolkningsutvecklingen i Flogned och Skarbol 1995–2015 | Befolkningsutvecklingen i Flogned och Skarbol 1995–2015 | Befolkningsutvecklingen i Flogned och Skarbol 1995–2015 |
| ------------------------------------------------------- | ------------------------------------------------------- | ------------------------------------------------------- | ------------------------------------------------------- | ------------------------------------------------------- |
|                                                         |                                                         |                                                         |                                                         |                                                         |
| År                                                      |                                                         |                                                         | Folkmängd                                               | Areal (ha)                                              |
| 1995                                                    | 1995                                                    |                                                         | 160                                                     | 42#                                                     |
| 2000                                                    | 2000                                                    |                                                         | 156                                                     | 42#                                                     |
| 2005                                                    | 2005                                                    |                                                         | 153                                                     | 43#                                                     |
| 2010                                                    | 2010                                                    |                                                         | 132                                                     | 43#                                                     |
| 2015                                                    | 2015                                                    |                                                         | 158                                                     | 68#                                                     |
| Anm.: # Som småort.                                     |                                                         |                                                         |                                                         |                                                         |